# Білий шум 2: Сяйво
Білий шум 2: Сяйво — трилер 2007 року.

## Сюжет
Дружина і дитина Ейба Дейла були убиті на його очах. Він не зміг врятувати їх… Тепер у Ейба немає бажання вести нормальне життя. Не знайшовши іншого виходу, він наважується на відчайдушний крок — здійснює самогубство..